# رولت (پنسیلوانیا)
رولت (به انگلیسی: Roulette) یک منطقهٔ مسکونی در ایالات متحده آمریکا است که در شهرستان پاتر، پنسیلوانیا واقع شده‌است. رولت ۷۷۹ نفر جمعیت دارد و ۴۶۹٫۰۹ متر بالاتر از سطح دریا واقع شده‌است.